# Fraze S
Frazele de siguranță (prescurtare: „frazele S”) sunt anotații prezente pe etichetele produșilor chimici, care au rolul de a indica sfaturi de bază pentru o utilizare sigură a produșilor periculoși.

## Fraze de siguranță
| Cod        | Frază |
| ---------- | --- |
| S1         | A se păstra sub cheie. |
| S2         | A nu se lăsa la îndemâna copiilor. |
| S3         | A se păstra într-un loc răcoros. |
| S4         | A se păstra departe de zonele locuite. |
| S5         | A se păstra sub... (lichidul adecvat va fi indicat de fabricant). |
| S6         | A se păstra sub... (gazul inert va fi indicat de fabricant). |
| S7         | A se păstra ambalajul închis ermetic. |
| S8         | A se păstra ambalajul într-un loc uscat, ferit de umiditate. |
| S9         | A se păstra ambalajul într-un loc bine ventilat. |
| S10        | A se păstra conținutul umed. |
| S11        | nespecificat |
| S12        | A nu se închide ermetic ambalajul. |
| S13        | A se păstra departe de hrană, băuturi și hrană pentru animale. |
| S14        | A se păstra departe de ... (materialele incompatibile vor fi indicate de fabricant).                                                                                         |
| S15        | A se păstra departe de căldură. |
| S16        | A se păstra departe de orice flacără sau sursă de scântei — Fumatul interzis.                                                                                                |
| S17        | A se păstra departe de materiale combustibile. |
| S18        | A se manipula și a se deschide ambalajul cu prudență. |
| S20        | A nu mânca sau bea în timpul utilizării. |
| S21        | Fumatul interzis în timpul utilizării. |
| S22        | A nu se inspira praful. |
| S23        | A nu se inspira gazul/fumul/vaporii/aerosolii (fabricantul va indica termenul(ii) corespunzător(i)).                                                                         |
| S24        | A se evita contactul cu pielea. |
| S25        | A se evita contactul cu ochii. |
| S26        | În cazul contactului cu ochii, spălați imediat cu multă apă și consultați medicul.                                                                                           |
| S27        | Scoateți imediat toată îmbrăcămintea contaminată. |
| S28        | După contactul cu pielea, spălați imediat cu mult ... (produsul corespunzător va fi indicat de fabricant).                                                                   |
| S29        | A nu se arunca la canalizare. |
| S30        | A nu se turna niciodată apă peste acest produs. |
| S33        | A se lua măsuri de precauție pentru evitarea descărcărilor electrostatice.                                                                                                   |
| S35        | A nu se arunca acest produs și ambalajul său decât după ce sau luat toate precauțiile.                                                                                       |
| S36        | A se purta echipamentul de protecție corespunzător. |
| S37        | A se purta mănuși corespunzătoare. |
| S38        | În cazul unei ventilații insuficiente, a se purta un echipament de respirație corespunzător.                                                                                 |
| S39        | A se purta mască de protecție a ochilor/feței. |
| S40        | Pentru curățirea pardoselei sau a obiectelor murdărite de acest produs, folosiți ... (va fi indicat de către fabricant).                                                     |
| S41        | A nu se inspira fumul în caz de incendiu și/sau explozie. |
| S42        | În timpul fumigațiilor/pulverizărilor, a se purta un echipament de respirație corespunzător (fabricantul va indica termenul(ii) corespunzător(i)).                           |
| S43        | În caz de incendiu se va utiliza... (Mijloacele de stingere a incendiului vor fi indicate de fabricant. Dacă apa mărește riscurile, se va adăuga Niciodată nu folosiți apă). |
| S45        | În caz de accident sau simptome de boală, consultați imediat medicul (Dacă este posibil, i se va arăta eticheta).                                                            |
| S46        | În caz de înghițire, a se consulta imediat medicul și a i se arăta ambalajul sau eticheta.                                                                                   |
| S47        | A se păstra la o temperatură care nu depășește ... °C (temperatura va fi specificată de fabricant).                                                                          |
| S48        | A se păstra umezit cu... (materialul adecvat va fi indicat de fabricant). |
| S49        | A se păstra numai în ambalajul original. |
| S50        | A nu se amesteca cu ...(va fi indicat de fabricant). |
| S51        | A se utiliza numai în locuri bine ventilate. |
| S52        | A nu se utiliza pe suprafețe mari în încăperi locuite. |
| S53        | A se evita expunerea — a se procura instrucțiuni speciale înainte de utilizare.                                                                                              |
| S56        | A se depozita produsul și ambalajul său la un centru de colectare a deșeurilor periculoase sau speciale.                                                                     |
| S57        | A se utiliza un ambalaj corespunzător pentru evitarea oricărei contaminări a mediului înconjurător.                                                                          |
| S59        | Adresați-vă fabricantului/furnizorului pentru informații privind recuperarea/reciclarea.                                                                                     |
| S60        | A se elimina produsul și ambalajul (recipientul) ca deșeu periculos. |
| S61        | A se evita aruncarea în mediul înconjurător. A se consulta instrucțiunile speciale/fișa de securitate.                                                                       |
| S62        | În caz de înghițire, a nu se provoca voma: a se consulta imediat un medic și a i se arăta ambalajul sau eticheta.                                                            |
| S63        | În caz de accident prin inhalare, se transportă victima în afara zonei contaminate și se lasă în stare de repaus.                                                            |
| S64        | În caz de înghițire, se clătește gura cu apă (numai dacă persoana este conștientă).                                                                                          |
| (S1/2)     | A se păstra încuiat și a nu se lăsa la îndemâna copiilor. |
| S3/7       | Păstrați ambalajul închis ermetic, într-un loc răcoros. |
| S3/7/9     | Păstrați ambalajul închis ermetic, într-un loc răcoros și bine ventilat. |
| S3/9/14    | Păstrați într-un loc răcoros, bine ventilat departe de ... (materialele incompatibile vor fi indicate de fabricant).                                                         |
| S3/9/14/49 | Păstrați numai în ambalajul original, într-un loc răcoros, bine ventilat, departe de... (materialele incompatibile vor fi indicate de fabricant).                            |
| S3/9/49    | Păstrați numai în ambalajul original, într-un loc răcoros, bine ventilat. |
| S3/14      | Păstrați într-un loc răcoros, departe de... (materialele incompatibile vor fi indicate de fabricant).                                                                        |
| S7/8       | Păstrați ambalajul închis ermetic și uscat (ferit de umiditate). |
| S7/9       | Păstrați ambalajul închis ermetic și într-un loc bine ventilat. |
| S7/47      | Păstrați ambalajul închis ermetic și la o temperatură care să nu depășească ... °C (temperatura va fi indicata de fabricant).                                                |
| S8/10      | Păstrați ambalajul umed, dar conținutul uscat. |
| S20/21     | Nu mâncați, nu beți și nu fumați în timpul folosirii. |
| S24/25     | Evitați contactul cu pielea și ochii. |
| S27/28     | După contactul cu pielea, scoateți imediat toată îmbrăcămintea contaminată și spălați imediat cu mult ... (va fi indicat de fabricant).                                      |
| S29/35     | Nu goliți la canalizare, aruncați acest produs și ambalajul său numai după luarea tuturor măsurilor de precauție posibile.                                                   |
| S29/56     | Nu goliți la canalizare, depozitați acest produs și ambalajul său la punctul de colectare a deșeurilor periculoase sau speciale.                                             |
| S36/37     | Purtați echipament de protecție și mănuși corespunzătoare. |
| S36/37/39  | Purtați echipament de protecție corespunzător, mănuși și mască de protecție pentru ochi/față.                                                                                |
| S36/39     | Purtați echipament de protecție corespunzător și mască de protecție pentru ochi/față.                                                                                        |
| S37/39     | Purtați mănuși corespunzătoare și mască de protecție pentru ochi/față. |
| S47/49     | Păstrați numai în ambalajul original la o temperatură ce nu depășește ... °C (temperatura va fi indicată de fabricant).                                                      |